# Tuffi ai campionati mondiali di nuoto 2019 - Trampolino 3 metri sincro misti
La finale del trampolino da 3 metri mista si è tenuta il 20 luglio 2019, alle ore 15:30.

## Classifica Finale
| Pos. | Nazione       | Atleti                              | Punti  |
| ---- | ------------- | ----------------------------------- | ------ |
|      | Australia     | Matthew Carter Maddison Keeney      | 304.86 |
|      | Canada        | François Imbeau-Dulac Jennifer Abel | 304.08 |
|      | Germania      | Lou Massenberg Tina Punzel          | 301.62 |
| 4    | Gran Bretagna | Tom Daley Grace Reid                | 298.47 |
| 5    | Stati Uniti   | Briadam Herrera Maria Coburn        | 295.95 |
| 6    | Messico       | Osmar Oliveira Dolores Hernández    | 288.30 |
| 7    | Ucraina       | Stanislav Oliferčyk Viktoriya Kesar | 282.84 |
| 8    | Colombia      | Sebastián Villa Diana Pineda        | 279.87 |
| 9    | Nuova Zelanda | Anton Down-Jenkins Elizabeth Cui    | 274.80 |
| 10   | Russia        | Sergey Nazin Kristina Ilinykh       | 273.24 |
| 11   | Malaysia      | Muhammad Puteh Nur Dhabitah Sabri   | 271.29 |
| 12   | Irlanda       | Oliver Dingley Clare Cryan          | 266.49 |
| 13   | Italia        | Maicol Verzotto Elena Bertocchi     | 261.60 |
| 14   | Svezia        | Vinko Paradzik Emma Gullstrand      | 253.62 |
| 15   | Corea del Sud | Kim Ji-wook Kim Su-ji               | 249.90 |
| 16   | Brasile       | Luis Moura Tammy Takagi             | 249.30 |
| 17   | Cile          | Donato Neglia Alison Maillard       | 242.64 |
| 18   | Egitto        | Mohab Ishak Maha Eissa              | 112.50 |